# Paulius Saudargas
Paulius Saudargas (ur. 13 marca 1979 w Kownie) – litewski polityk, fizyk, poseł na Sejm Republiki Litewskiej, deputowany do Parlamentu Europejskiego X kadencji.

## Życiorys
Syn polityka Algirdasa Saudargasa. W 2001 ukończył fizykę na Uniwersytecie Wileńskim. Dwa lata później uzyskał magisterium z zakresu biofizyki. W latach 1999–2000 pracował jako starszy specjalista w jednym z departamentów Ministerstwa Obrony Narodowej. Od 2003 zajmował się działalnością naukową w instytucie fizyki, w którym doktoryzował się w 2007. Zasiadał we władzach młodzieżówki chrześcijańskich demokratów i radzie litewskich organizacji młodzieżowych, w której przewodniczył komisji etyki. Należał również do kierownictwa Litewskich Chrześcijańskich Demokratów (od 2007 jako zastępca sekretarza generalnego partii).
W 2008 wraz ze swoim ugrupowaniem przystąpił do Związku Ojczyzny. W wyborach parlamentarnych w tym samym roku z ramienia konserwatystów uzyskał mandat posła na Sejm, pokonując w okręgu wyborczym Justyniszki w II turze deputowanego Związku Liberałów i Centrum. W 2012, 2016 i 2020 był wybierany na kolejne kadencje.
W 2024 uzyskał natomiast mandat eurodeputowanego X kadencji.

## Odznaczenia
- Order Księcia Jarosława Mądrego III klasy (Ukraina, 2023)[6]